# Battleships (canción)
«Battleships» es una canción de la banda de rock estadounidense Daughtry, lanzado el 12 de mayo de 2014 como el segundo sencillo de su cuarto álbum de estudio Baptized (2013). La canción fue escrita por el líder de Daughtry, Chris Daughtry, Sam Hollander y Martin Johnson, mientras que la producción estuvo a cargo de Johnson. A través de RCA Records el 12 de mayo de 2014 se envió a algunas emisoras de radio de estilo adult contemporary, siendo el tercer sencillo del álbum y el segundo en promocionarse en América del Norte. La canción debutó en el número 38 en la lista Billboard Adult Top 40.

## Concepto
La canción es una poderosa balada de pop rock que describe una relación tempestuosa y plagada de conflictos en la que el narrador y su pareja "aman como barcos de guerra". Como una de las canciones más fuertemente influenciadas por el pop del álbum, Chris Daughtry le explicó a The Hollywood Reporter que estaba nervioso que los fans no aceptaran "Battleships" debido a que era "demasiado extraño", "demasiado exagerado" y / o "too pop", pero que se enamoró del nuevo sonido mientras lo grababa. El gancho "boom boo-boom boom boo-boom boom boom" en el coro llamó la atención y algunas críticas de los críticos musicales, quienes lo describieron como "asombrosamente extraño", "tonto" y "loco".

## Video musical
El video de la letra de la canción se estrenó el 9 de abril de 2014.  El video musical oficial de "Battleships" se estrenó el 12 de agosto de 2014 y presenta imágenes detrás de escena de la gira de verano de la banda con los Goo Goo Dolls.

## Posicionamiento en lista
| Lista (2014)                  | Posición |
| ----------------------------- | -------- |
| Estados Unidos (Adult Top 40) | 20       |